# ایمنی زیستی
هدف از ایمنی زیستی جلوگیری از بروز انواع مخاطرات در اثر استفاده از مواد زیستی در مقیاس انبوه است. این مراقبت‌ها روی محیط زیست و سلامتی انسان تمرکز دارد. مکانیسم‌های ایمنی زیستی شامل ایجاد بازرسی‌های منظم از امکانات آزمایشگاهی، براساس یک راهنما می‌باشد.

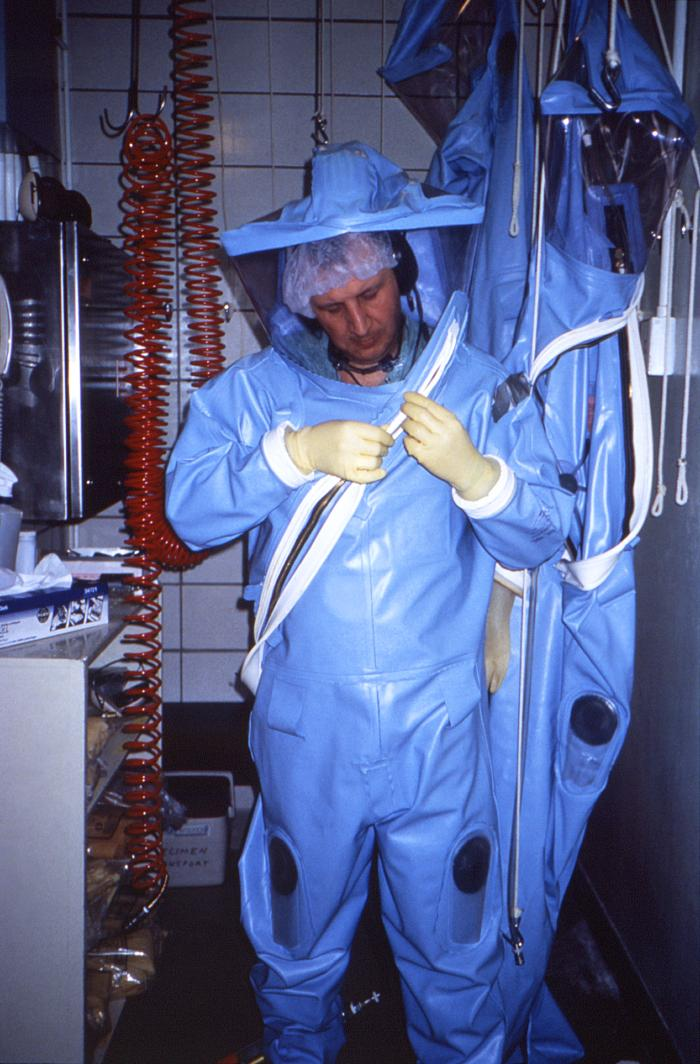
فردی درحال پوشیدن یک لباس ایمنی زیستی با فشار مثبت

ایمنی زیستی جهت محافظت در برابر وقایع مخاطره‌آمیز مورد استفاده قرار می‌گیرد. بسیاری از آزمایشگاه‌های مرتبط در زمینه مخاطرات زیستی، یک دستورالعمل مدیریت ریسک و فرایندهای ضروری را برای ایمنی زیستی دنبال می‌کنند. نقص در اجرای این دستورالعمل‌ها منجر به افزایش ریسک آلودگی به پاتوژن‌ها و دیگر مخاطرات زیستی خواهد شد. خطای انسانی و نقص‌های تکنیکی امنیت را به مخاطره می‌اندازد.
پروتوکل بین‌المللی ایمنی زیست کارتاهنا ابتدا با موضوع کشاورزی مورد توافق قرار گرفت اما بسیاری از گروه‌ها آن را برای تهدیدهای پساژنتیکی نیز گسترش دادند. مولکول‌های جدید، اشکال حیات مصنوعی و حتی روبات‌ها که با زنجیره غذایی طبیعی به‌طور مستقیم رقابت می‌کنند، جز موضوعات این توافقنامه شدند. ایمنی زیستی در کشاورزی، شیمی، داروسازی و زیست‌شناسی نیازمند به کارگیری اصول احتیاطی می‌باشد. زمانی که محصولات زیستی یا جدید، فرضیات موجود و تهدیدهایی چون روبات‌ها و باکتری‌های مصنوعی جدید ایجاد شدند مراقبت‌های ایمنی زیستی به‌طور کلی کافی نبود.
سطح ایمنی زیستی برای توضیح میزان مراقبت‌های مربوط به آلودگی‌های زیستی توسط مرکز کنترل و جلوگیری از بیماری (CDC) آمریکا برای آزمایشگاه‌هایی که با مواد آلوده‌کننده کار می‌کنند تعیین می‌گردد. به‌طور معمول موسساتی که مواد بیولوژیکی خطرناک را ایجاد نموده یا آزمایش‌هایی را با آن‌ها انجام می‌دهند کمیته یا گروهی از اساتید را دارند که مسئولیت ایمنی زیستی مؤسسه را بر عهده دارند. آن‌ها مسئول تدوین و ارزیابی استانداردهای ایمنی زیستی به منظور اجتناب از آزادشدن اتفاقی مواد بیولوژیکی مخرب هستند.

## ایمنی زیستی با چندین موضوع در ارتباط است
محیط زیست، کشاورزی (کاهش خطر ژن‌های تراریخت و مهندسی ژنتیک، کاهش خطر آلودگی باکتریایی مواد غذایی)، پزشکی (اندام‌ها یا بافت‌ها با منشأ بیولوژیکی یا محصولات درمانی ژنتیکی)، شیمی، زیست‌شناسی مصنوعی (مخاطرات مربوط به انواع تجهیزات آزمایشگاهی).

### زیست‌شناسی مصنوعی
در زیست‌شناسی مصنوعی تجهیزاتی با ایمنی بالا، به علت امکان اعمال بیوتروریسمی یا رهاشدن ترکیبات شیمیایی مضر و موجودات زنده در محیط زیست مورد نیاز است. آگاهی کامل از خطرات یک آزمایش مرتبط با زیست‌شناسی مصنوعی به افزایش دانش ما و کارایی ایمنی زیستی کمک می‌کند.
دانشمندان علاقه‌مند به حوزه زیست‌شناسی مصنوعی دربارهٔ مکانیسم‌های ایمنی مثل خودکشی ژن‌ها در موجودات مصنوعی نگرانی‌هایی دارند و معتقدند برخی از این موجودات در خارج از آزمایشگاهی که در آن به‌طور مصنوعی ساخته شده‌اند نمی‌توانند زنده بمانند. سازمان‌هایی مانند گروه ETC معتقدند بایستی قوانینی جهت کنترل تولید مصنوعی موجوداتی که ممکن است دارای اثرات مخرب برای زندگی سایر موجودات باشند اعمال گردد. این موجودات ممکن است بر روی چرخه غذایی شکار و شکارچی و تولید مثل بین گونه‌ای در طبیعت تأثیر بگذارند. ایمنی زیستی در حوزه پزشکی و سلامت مسئولیت مراقبت و نظارت بر استفاده از اندام‌ها و بافت‌های با منشأ زیستی و محصولات درمانی ژنتیکی و ویروس‌های مصنوعی را بر عهده دارد. جهت اطمینان از حفظ سلامت کارگران، محققین، اپراتورهای آزمایشگاه، بیماران و عموم مردم، ایمنی زیستی نظارت‌های لازم را در این حوزه اعمال می‌نماید.
براساس سطح ریسک خطر زیستی آزمایشگاه‌های مختلف از نظر سطح ایمنی از ۱ تا ۴ شماره دهی می‌شوند. مسئول هر آزمایشگاه بایستی از وجود نکات ایمنی کافی برای سلامتی پرسنل آزمایشگاه اطمینان حاصل کند. البته موضوع بسیاری از این نکات ایمنی ارزیابی بیماری‌های احتمالی می‌باشد. سازمان بهداشت جهانی خطای انسانی و تکنیکی را به عنوان عامل اولیه در استفاده نادرست از مواد پرخطر زیستی عنوان کرده‌است. سازمان بهداشت جهانی پیشنهاد نموده تمامی پرسنل آزمایشگاه و افراد درگیر، نکات ایمنی را هنگام فعالیت در موقعیت‌های زیر رعایت نمایند:
1. خطر مربوط به پراکندگی عامل آلوده‌کننده (از طریق آئروسل‌ها) هنگامی که از لوپ، برای کشت خطی در پلیت‌های آگار استفاده می‌شود.
2. پیپتاژ، بازنمودن ظروف کشت، نمونه‌گیری سرم و خون، سانتریفوژ
3. خطرات مربوط به کار با نمونه‌ها و کشت‌ها
4. خطرات مربوط به پوست هنگام کار با سرنگ و سوزن
5. گزش‌ها و زخم‌ها هنگام کار با حیوانات
6. کار با خون و دیگر مواد پاتولوژیکی پرخطر
7. آلوده گی زدایی و معدم نمودن مواد آلوده